# Кальной Дмитро Павлович
Кальной Дмитро Павлович (15 червня 1907, слобода Уразово, тепер Воронезької області, РФ) — 1988) — український архітектор, Заслужений архітектор УРСР.

## Біографія
У 1932 закінчив Харківський інженерно-будівельний інститут.

## Творчість
Працював над проектуванням електростанцій, промислових комплексів, житлових будівель.
Під керівництвом Кального розроблено проекти й побудовано споруди:
- ТЕЦ Закавказького металургійного заводу (1949 — 1954),
- ТЕЦ Лисичанського хімічного заводу (1951 — 1966),
- Придніпровську ГРЕС (1- а черга, 1954 — 1960),
- селище Щастя Луганської області (1956–1969),
- селище Новий світ Донецької області (1958–1970),
- селище Слобожанське Харківської області (1960 — 1970).